# È caduta una donna

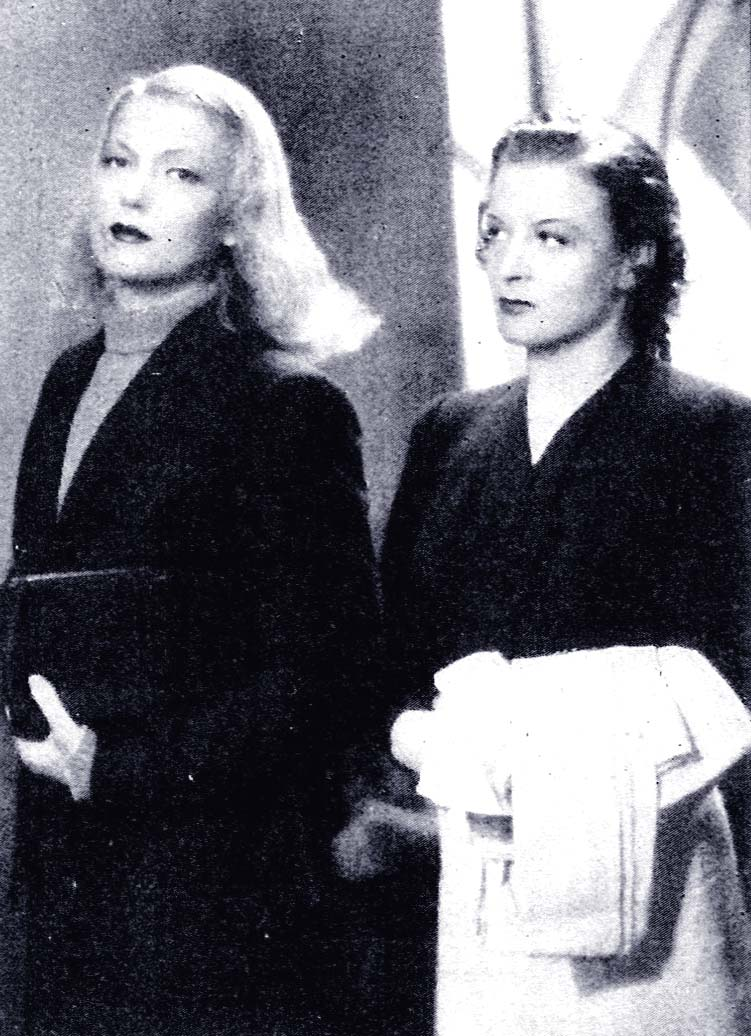
Isa Miranda y Anita Farra en el film "È caduta una donna" (Guarini, 1941).

È caduta una donna («Ha caído una mujer» en italiano) es una película dramática italiana de 1941 dirigida por Alfredo Guarini y protagonizada por Isa Miranda, Rossano Brazzi y Claudio Gora.
Los decorados de la película fueron diseñados por los directores de arte Gustav Abel, Paolo Reni y Amleto Bonetti.

## Reparto
- Isa Miranda como Dina.
- Rossano Brazzi como Doctor Roberto Frassi.
- Vittorina Benvenuti como Teresa, ama de llaves.
- Anita Farra como Sra. Cattaneo.
- Jone Frigerio como Anciana madre de Giovanni.
- Olga Solbelli como Directora de la casa de moda.
- Claudio Gora como Mario.
- Luigi Pavese como Fabbri.
- Nando Tamberlani como Amigo de Nora.
- Luigi Zerbinati como Montarone.
- Nietta Zocchi como Cliente de la casa de moda.
- Liana Del Balzo como Vecina.
- Diana Dei como Enfermera de la sala de maternidad.